# Monchina (race bovine)
La monchina est une race bovine espagnole.

## Origine et effectifs
Elle est originaire de Cantabrie et du Pays basque espagnol. Elle serait issue de croisements entre races blonde et brune à robe fauve. Les effectifs sont faibles : 1 700 animaux dont moins de 300 vaches et 5 taureaux inscrits au livre généalogique (ouvert en 1998) et la race est en péril puisque 70 % des vaches sont croisées avec des mâles d'autres races. La semence d'un mâle est conservée.

## Morphologie
Elle porte une robe fauve avec des nuances allant du rouge au brun. Les muqueuses sont sombres et les cornes en demi lune ouverte vers le haut.

C'est une race de taille modeste. La vache mesure 123 cm au garrot et pèse environ 275 kg. Le taureau mesure 128 cm pour 470 kg.

## Aptitudes
C'est une ancienne race de travail reconvertie dans la production de viande. Elle est très rustique et exploite bien un environnement de collines boisées peu propice à l'élevage bovin. Elle est capable de vivre toute l'année en plein air, de tirer parti de sa maigre pitance et de reconstituer ses réserves après une période de disette. Elle est vive et agile et peut être dangereuse pour ceux qui ne la connaissent pas. Elle est à demi sauvage.
La vache est une bonne mère. Elle vêle seule, nourrit bien son veau et sait le défendre. Elle reproduit longtemps. La viande est renommée pour sa saveur et le faible taux de matières grasses. Elle fait partie des races recommandées pour l'obtention de l'appellation "viande de Cantabrique". Le croisement avec des races bouchères donne d'excellents résultats, mais c'est une des raisons de sa disparition progressive.